# Finca Roja
La Finca Roja es un edificio residencial construido en 1933 sobre una manzana delimitada por el ensanche de Mora de la ciudad de Valencia (España), que recae a la calle Jesús. Influenciada por el concepto de manzana del Plan Cerdá de Barcelona, es paradigma de la incorporación de los grupos de viviendas obreras a los trazados y características del ensanche burgués. 

## Características

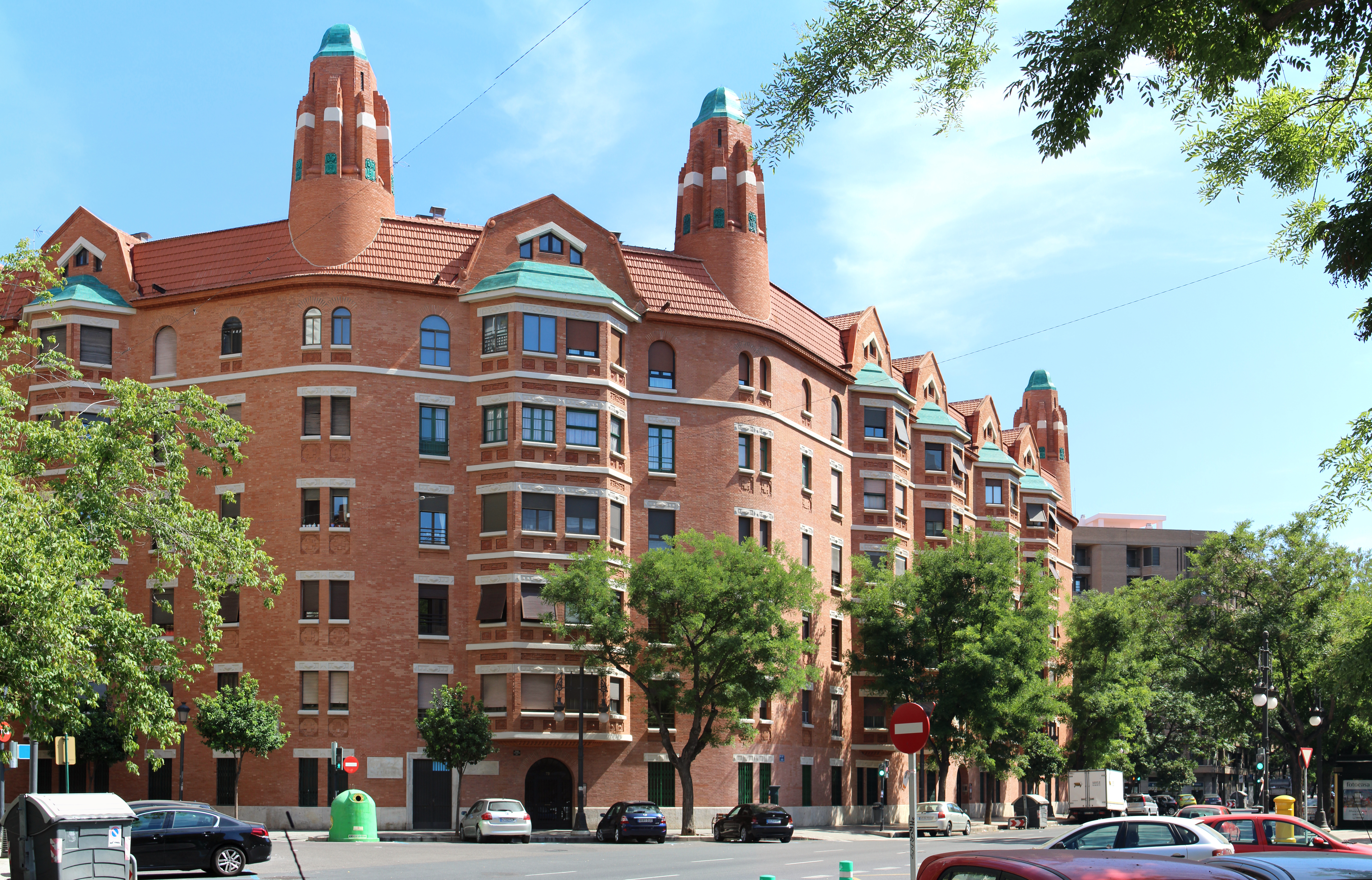
Fachada principal, 19 de junio de 2016.

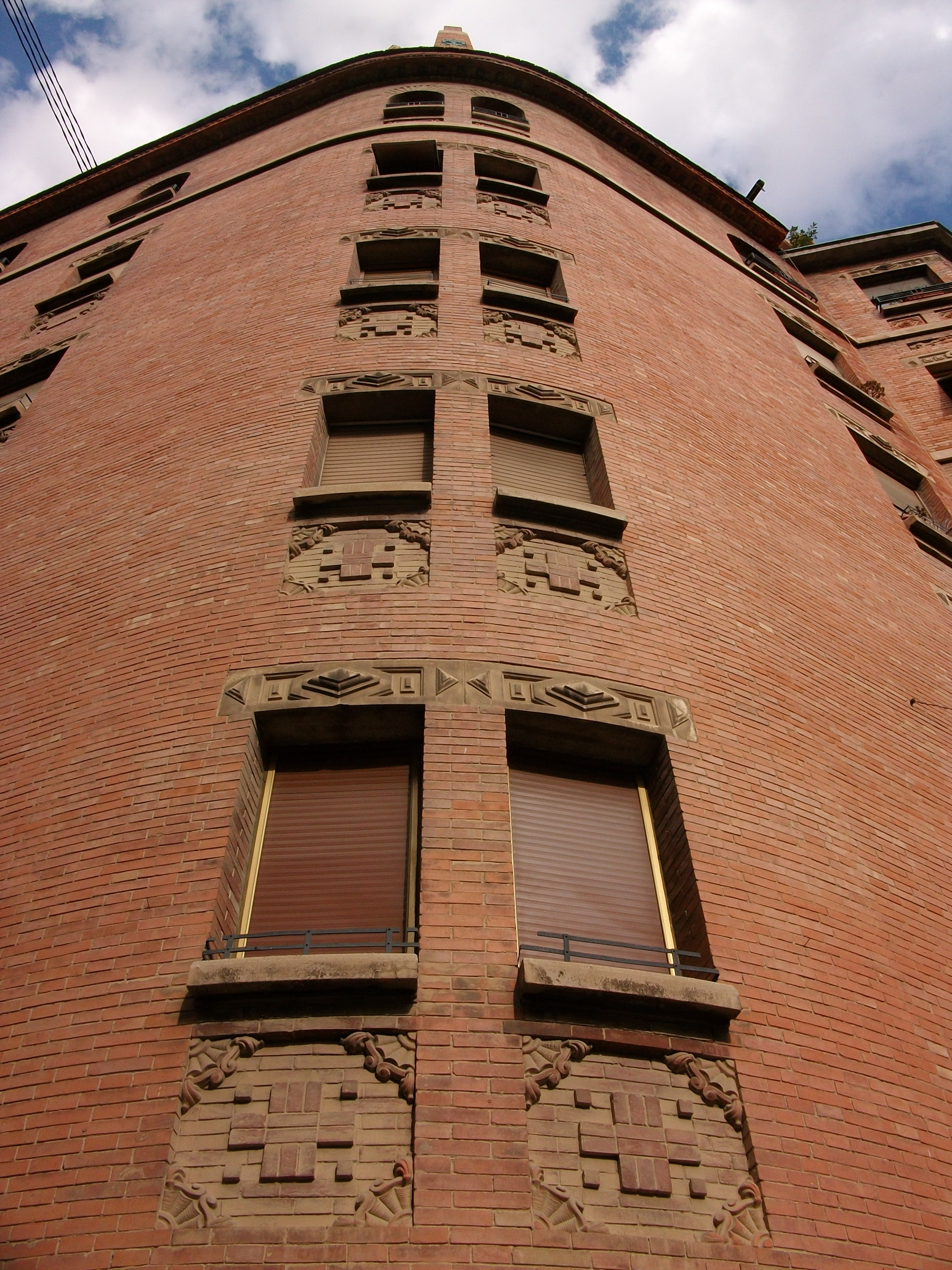
Detalle de las ventanas en la fachada principal.

Este conjunto de 378 viviendas parte de un concepto unitario. Presentado en 1929 en el concurso de la naciente Caja de Previsión Social del Reino de Valencia, este concurso estaba destinado a la construcción de viviendas para obreros acogiéndose a la ley de Casas Baratas de 1925. Enrique Viedma Vidal diseña un conjunto dotado de patio interior penetrable desde el exterior a través de pasajes y desde las cajas de escaleras, disponiendo así estas de doble acceso. 
Los bajos comerciales abren a su servicio, pretendiendo dotar a este patio de posibilidades de recreo y descanso para niños y mayores. El concepto se contrapone a la utilización de las plantas bajas como comercios abiertos a la calle, puesto que a esta recaen viviendas en planta baja, reservando el patio interior para uso de los vecinos en un intento socializador que deriva del Falansterio de Charles Fourier.
La corrección en las plantas de sus viviendas entre medianeras, así como la habilidad demostrada en la resolución de los chaflanes, no responde a otra cosa que al gran oficio de su autor. El programa de las viviendas consta de tres dormitorios, cocina, baño y salón-comedor. 
Esta obra ratifica la aceptación de la arquitectura valenciana de la década de 1930 del racionalismo valenciano. Viedma forma parte del grupo de arquitectos bautizados como "Heterodoxos Racionalistas", arquitectos estos que se unen en un esfuerzo de modernidad, pero se encuentran marginados por el proceso generador de la nueva arquitectura. Poseedores de un alto reconocimiento debido a su brillantez profesional y su extracción social alto burguesa, son estos arquitectos los que introducen realmente el movimiento moderno y sus lenguajes tanto racionalistas como expresionistas en Valencia.
Muestra de lenguaje expresionista es este edificio. De raíz holandesa, concretamente de la "escuela de Ámsterdam", la utilización del ladrillo rojo visto, cuidadosamente aparejado, introduce variaciones en los elementos ornamentales, que no son de piedra, sino que se sustituyen por elementos cerámicos, que en unos casos son vidriados y de color verde y en otros del mismo aspecto que el ladrillo. La piedra es utilizada con mesura únicamente en los remates de los torreones y en los vierteaguas de las ventanas. 
Es interesante destacar también la utilización de la persiana americana, siendo éste uno de los primeros edificios de su época que las incorporan.

## Localización
Ubicada en el barrio de Arrancapins, distrito de Extramurs, la Finca Roja es conocida también como la casa-colmena de la barriada de Jesús. Su perímetro está delimitado por las calles Marvà, Maluquer, Albacete (antiguamente Vitoria) y Jesús. Se erige de manera independiente a los edificios circundantes, sin guardar con ellos ningún parecido arquitectónico.
En la actualidad es una barriada próspera, pero en el momento de su construcción (1929-1933) se encontraba prácticamente a las afueras de Valencia, englobada en el área de ensanche de Mora.  

## Construcción y rehabilitación
El edificio se construyó entre de 1929 y 1933 sobre un solar de 15.251 metros cuadrados. Los contratistas de este proyecto fueron José Valera y Federico Ferrando. No se empezó a habitar hasta 1935.
En 1969, basándose en la solidez del edificio, se proyectó elevar en todo el perímetro dos pisos más y la creación de un aparcamiento subterráneo. El plan no prosperó y la finca pudo conservar su estructura original.
El inmueble ha sufrido diversas intervenciones, muchas de ellas particulares, que han modificado el interior de las viviendas para adaptar los hogares a la vida moderna. Otras actuaciones, de carácter comunitario, se destinaron a reparar desperfectos ornamentales, así como para mantener impermeabilizadas las cubiertas. El poco rigor en el mantenimiento, provocó una falta de uniformidad en el uso de materiales, encontrando cerámica vidriada de distintos tonos de verde y sustituciones de piezas mal acabadas.
Con el fin de llevar a cabo una reforma integral y de carácter unificador, los vecinos solicitaron una subvención a la Administración alegando el pretexto de conservar el edificio, catalogado como bien de interés local. El coste fue de unos cuatro millones de euros, de los que el 80% fue financiado por el gobierno.  
Los trabajos se iniciaron en otoño de 2009 y se prolongaron hasta inicios de 2011, con la gestión de la empresa Actuaciones Urbanísticas Municipales (Aumsa), tras el estudio llevado a cabo por la firma de arquitectos Vetges Tu i Mediterrània SLP. Las obras de restauración se centraron en la rehabilitación de los elementos comunes del edificio más dañados: todas las cubiertas; fachadas interiores y exteriores; patios de luces; elementos decorativos; carpintería de madera de zaguanes y torreones; instalaciones de cubierta; eliminación de elementos impropios; desvanes; desmontaje y eliminación de antiguos depósitos de agua en los torreones y reparación de patologías puntuales en elementos estructurales.

## Descripción del edificio
Estructura

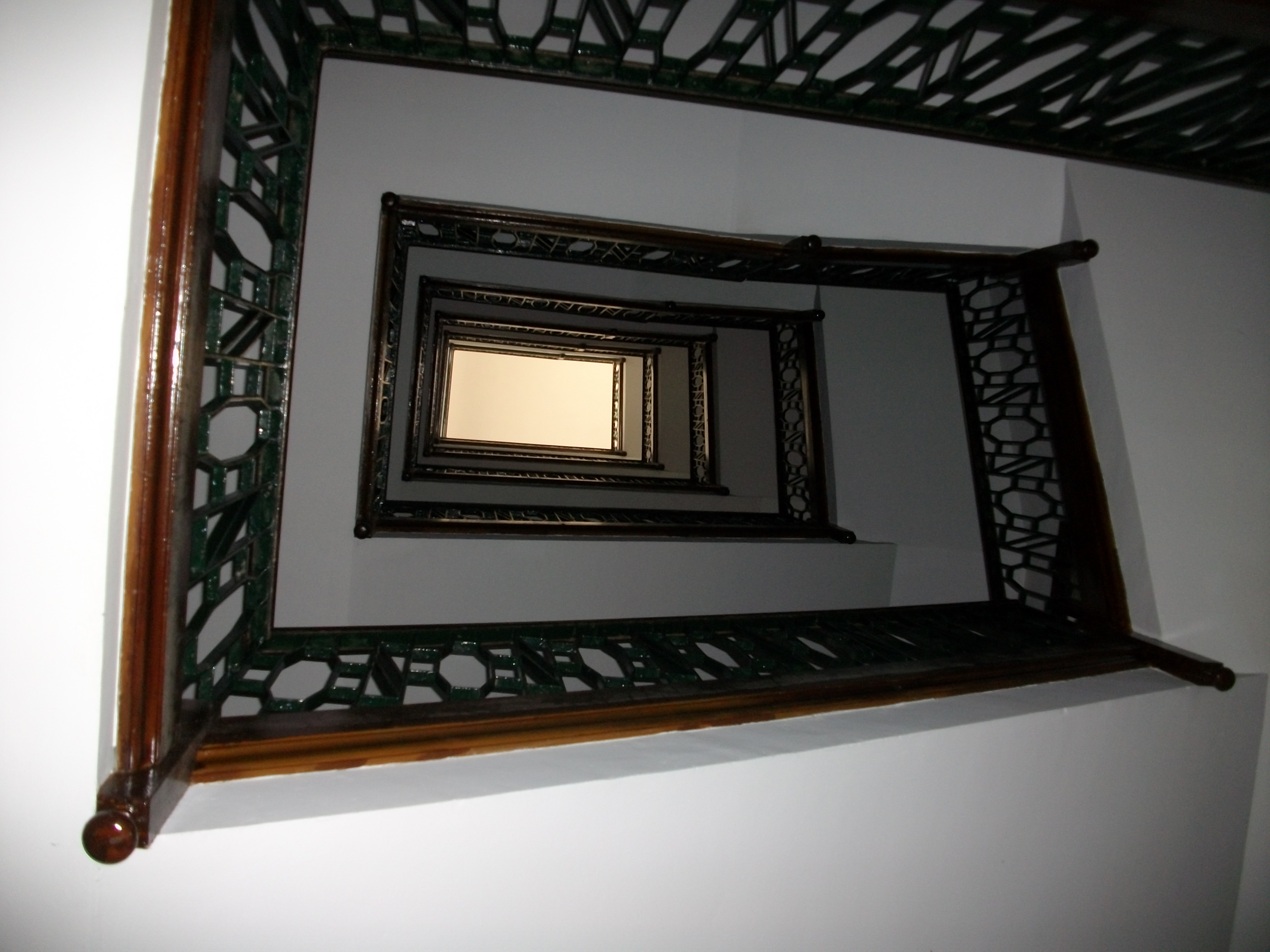
Escalera interior.

La Finca Roja se compone de una planta baja y cinco plantas altas. Para su construcción se utilizó hormigón armado, tanto en cimentación como en la estructura, resolviendo esta última mediante crujías paralelas a fachada, combinadas con nervios y brochales perpendiculares para resolver las irregularidades provocadas por los patios de luces, las escaleras y los triángulos de los chaflanes.
Cubiertas

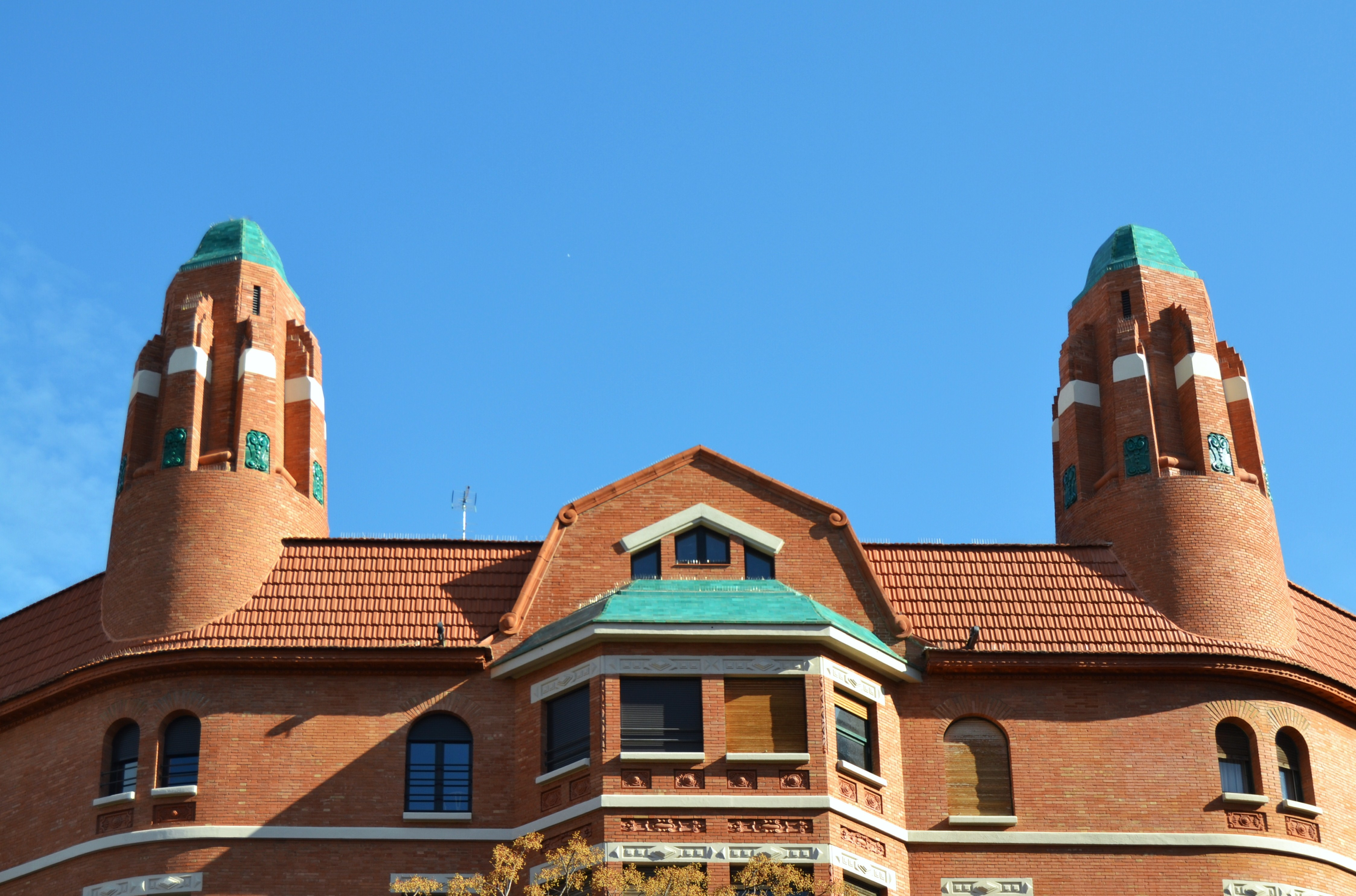
Detalle de las torres de la Finca Roja.

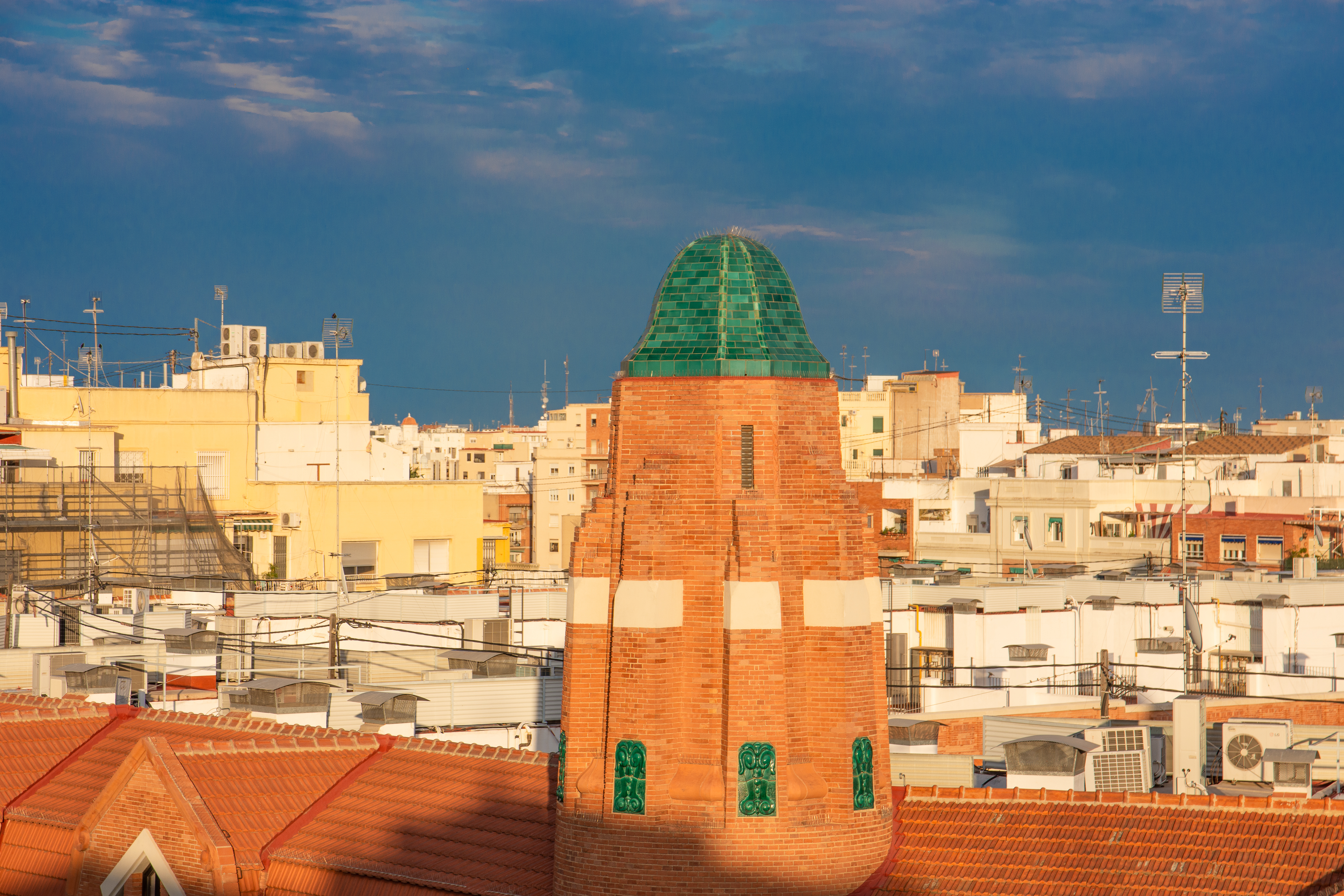
Las torres originalmente fueron depósitos de agua.

Hay cuatro tipos diferenciados de cubierta: de teja, de azulejo, cubiertas planas transitables y no transitables.
Las cubiertas de teja son de doble pendiente y se localizan en el contorno exterior del edificio, por encima de la última cornisa. La vertiente visible desde la calle es muy pronunciada, prácticamente vertical. Las cubiertas de azulejos, toman forma abovedada y se encuentran sobre los miradores de la fachada exterior, así como en las terminaciones de los torreones. Sus ladrillos de cerámica vidriada son de color verde y contrastan con el ladrillo rojo de la fachada.
A las cubiertas planas transitables se accede desde los pasillos de servicio de los trasteros y en ellas desembocan las chimeneas.  Estas cubiertas poseen bastante pendiente para evitar embozos. Las cubiertas planas no transitables se ubican sobre los casetones de las escaleras, sobre la zona de los desvanes y sobre los miradores de las fachadas interiores.  Están acabadas en pavimento de baldosa cerámica.
Fachada

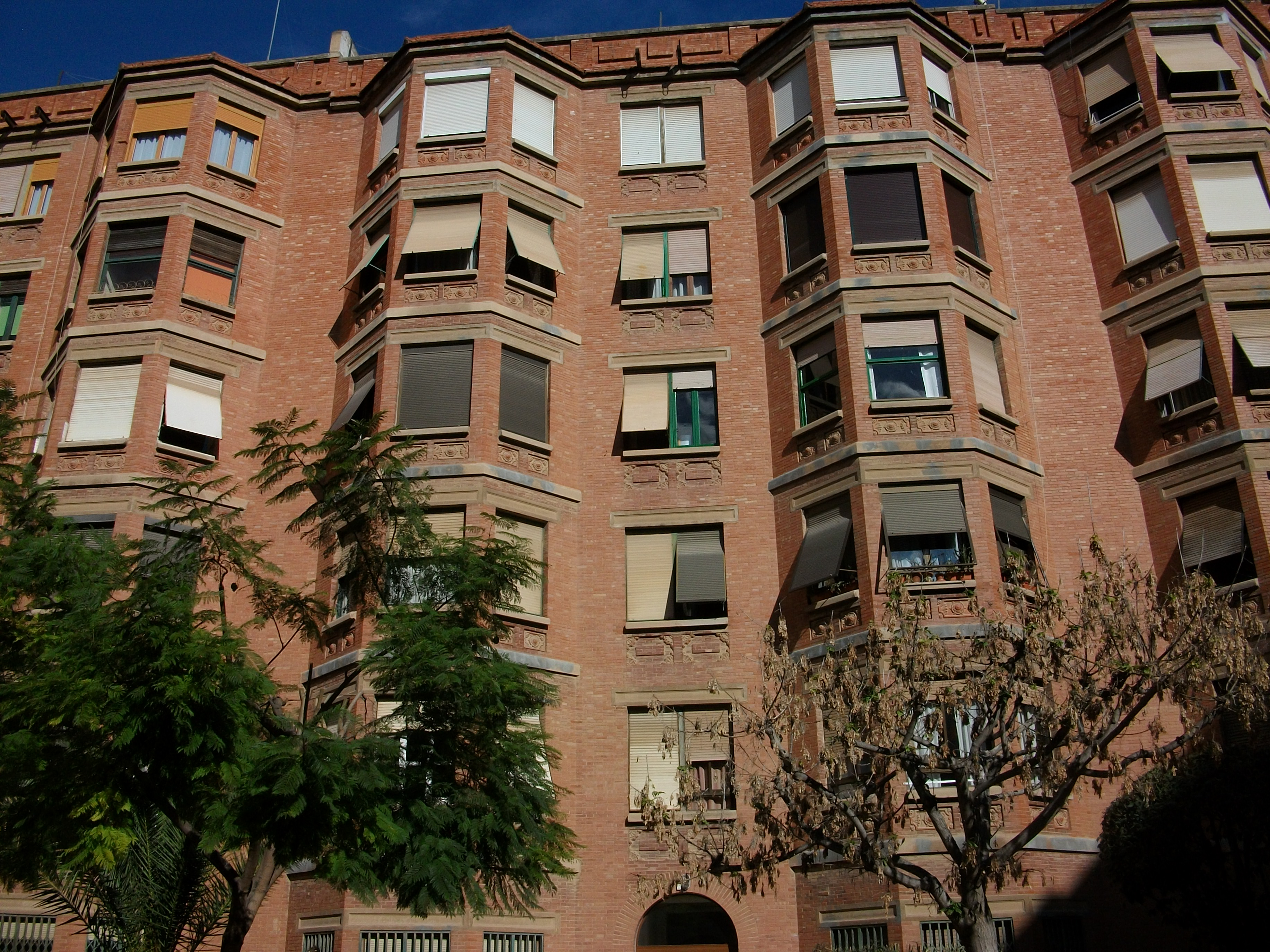
Detalle de las fachadas laterales.

El nombre de Finca Roja le viene por el color del ladrillo con el que están configuradas las fachadas. En su hoja exterior se resolvieron con fábrica de ladrillo cara vista, sobre zócalo de piedra de Godella, con el que arranca a nivel de calle. El ladrillo utilizado fue fabricado por la empresa Bonet Trenco, ubicada en Alfara del Patriarca. Tanto las fachadas exteriores como las interiores se componen por una secuencia de miradores (bow windows) que sobresalen, alternados con porciones de ladrillo continuo. En los chaflanes la distancia entre miradores es mayor.
En la parte superior, la fachada exterior se eleva por encima de la cornisa, siguiendo el mismo ritmo que los miradores, en lo que corresponde a una planta abuhardillada destinada a trasteros y a la vivienda del portero. En cada chaflán se levanta una pareja de torreones, ideados como depósitos de agua, aunque nunca llegaron a cumplir esa función. Las ventanas son de forma rectangular, a excepción de las de la última planta, que adquieren forma de arco de medio punto, apariencia que también toman los huecos de los portales. Las fachadas incluyen algunas piezas prefabricadas de hormigón armado o de piedra artificial, decoradas en los dinteles y lisas en los vierteaguas. Otros elementos ornamentales están realizados en terracota.
Viviendas y Locales
Las 378 viviendas se reparten en catorce unidades o patios; diez de ellos iguales, con pisos de unos 100 metros cuadrados, y otros cuatro patios, los correspondientes a los chaflanes, de pisos más grandes. La última planta es abuhardillada, donde se instalan unos trasteros que completan el equipamiento de la finca.  
Todos los zaguanes comunican la calle con el jardín interior, son muy amplios y de pavimento constituido por losas de mármol blanco de 35x35 centímetros.  Bajo la amplia escalera hay una pequeña dependencia que hacía las veces de portería y, en el subsuelo, el cuarto de contadores de gas.  El edificio ya se equipó con ascensores, aunque en origen eran más bien elevadores de carga. Se pretendía que los locales de la planta baja albergaran servicios para el autoabastecimiento de la comunidad vecinal, pero hoy se encuentran en su mayoría en desuso.
Jardín  Interior

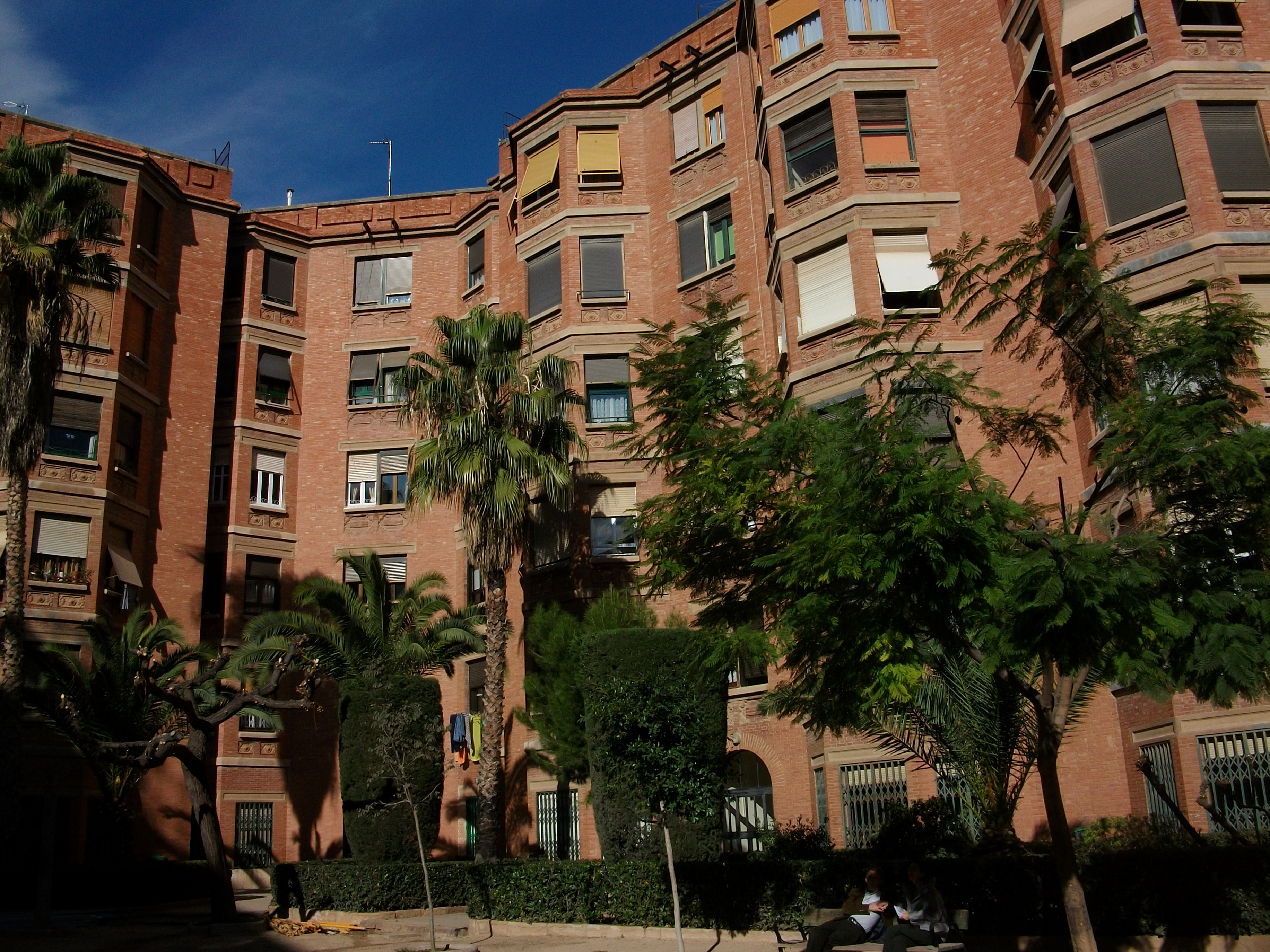
Patio interior.

La zona ajardinada interior es una de las características más distintivas del bloque.  De la fuente ornamental que había en su centro, hoy solo se mantiene el perímetro.  El patio interior albergaba también comercios y servicios para los vecinos, así como columpios para los niños, que hoy ya no se conservan.  
 